# ゴールド免許
ゴールド免許（ゴールドめんきょ）とは、「優良運転者」で「優良運転者講習」対象者に交付される運転免許証の通称。有効期限表示部分の地の色が金色となっていることからこう呼ばれる。正式には優良運転者免許証と称する。

## 概要

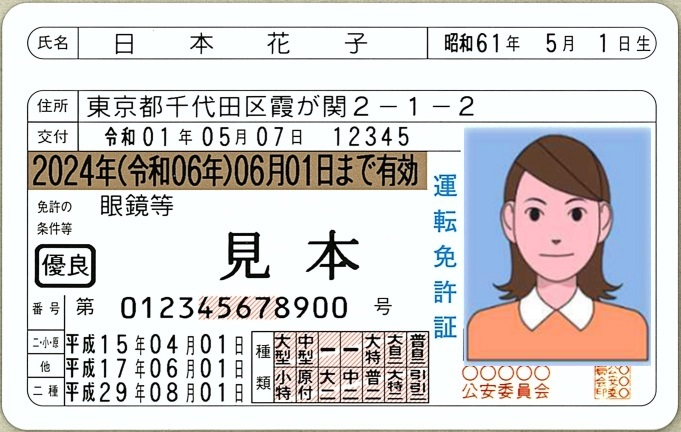
優良運転者の運転免許証（ゴールド免許）（2021年現在の様式）

ゴールド免許は、運転免許証の更新をした時点で、過去5年以内に加点対象となる交通違反がない優良運転者に与えられる運転免許証である。免許証の有効期限記載欄が金帯で表記され、黒枠で「優良」の文字が付記される。1994年（平成6年）5月10日の道路交通法改正で導入された。
ゴールド免許の場合、免許更新時に必要な講習は「優良運転者講習」となり講習時間も30分と短い。そのため費用も安く、違反者講習の様に運転免許試験場では無く、最寄りの警察署などに併設されている「優良運転者免許更新センター（ゴールド免許センター）」や、他の都道府県を経由しての更新も可能となる利点がある。
さらに、無違反を少なくとも5年間継続できた「リスクの低い運転手」であることの証明であるため、自動車保険のうち全ての任意保険で、自動車保険料の割引制度がある。
対象となる「5年間」は、運転免許証の更新の場合、免許の有効期限年の誕生日から41日前の日以前の5年間である。ゴールド免許になるかどうかを判定する期間が、運転免許証更新年の誕生日40日前であり、この時点で交付される運転免許証が、ゴールド免許になるかが決定され、公安委員会からの通知葉書に「優良」と反映される。なお、別の種類の免許（仮運転免許を除く）を取得した場合は当該免許に係る適性試験に合格した日から過去5年間となる。

## 免許証の色の区分
運転免許証の有効期限の背景色には3種類ある。
グリーン
初めて運転免許証を取得した場合。次の更新の時、あるいは別な免許を取得した時点でブルーになる。有効期間は、2年以上3年以内。また、取得から1年未満の場合であっても、新たな種類の免許を併記すれば下記のブルーに切り替わる。
ブルー
免許歴が5年に満たない場合、あるいは更新前の5年間に点数の付く事故・違反があった場合。有効期間は3年〜5年（年齢・違反歴による）。
ゴールド
更新前の5年間に、点数の付く事故・違反がなかった場合。有効期間は5年（ただし、更新時の年齢が70歳の者は有効期限4年、同じく71歳以上の者は、有効期限3年に制限される）。

## ゴールド免許の詳細
ゴールド免許は、5年間無事故無違反を続けるなどの条件を満たした後、免許更新または新規取得をした場合にのみ交付される。したがって自動的に交付されるものではなく、仮に無事故無違反であっても、免許証を更新忘れなどで失効させてしまっている、いわゆる「うっかり失効」の場合、ゴールド免許の交付は認められない。
例えば、免許の更新前に上位免許（普通自動車免許の上位免許は準中型・中型・大型自動車免許）を取得した場合やその他の免許(大型特殊自動車免許・普通自動二輪・大型自動二輪免許)を取得した時点で条件を満たしていれば、ゴールド免許を交付される。
ちなみに、改姓・住所変更・限定解除審査や免許の条件など、裏書で済む手続きの場合、手続きの時点で前述の条件を満たしていても、ゴールド免許にはならない。それは通常の免許更新ではないからであり、その後の免許更新の際に条件を満たせば、ゴールド免許に切り替わる。

### 違反歴と免許区分が異なる場合（いわゆる「金メッキ」）
ゴールド免許保持者は一般的に無事故無違反と思われがちだが、仮に当該免許保持者が交通違反をして、無事故無違反でなくなっても、ゴールド免許そのものは一般の免許と同様、次回更新時まで有効である。この状態が、「金メッキ」と呼ばれることもある。
これは、ゴールド免許自体が、該当する免許が更新された時点（正確にはその年の誕生日40日前）までの5年以内の期間が、無事故無違反だったことを証明することのみを目的としているからである。したがって、ゴールド免許だけでは、免許交付後の違反歴は把握出来ない。そのため、違反歴を確認したい時には、別途運転経歴の照会や、運転経歴に関する証明書の取得が必要となる（SDカード (運転免許)も参照）。
実際に運転をしているドライバーの中には、交通違反と認定されない物損事故を起こしているドライバーもおり、「無違反ではあるものの、賠償責任の発生する事故履歴はある」というリスクを負ったゴールド免許保持者も存在する。
それらも含め、「金メッキ」免許は次の更新時にはブルー免許（3年または5年）になるが、その後ゴールド免許に復帰できるのは、最後に点数が加点される違反があった時点から5年以上経って迎える更新時であり、あくまで更新時にゴールド免許の要件が適用されるかを判断するシステムとなる。ただし紛失等を理由とした再交付では、紛失した免許と同じ条件の免許が交付されるだけで、再交付時点で過去の違反歴を参照してもゴールド免許が発行されるわけではない。
また、違反した場合、「違反運転者」あるいは「一般運転者」に区分けされることとなる。
その際、前者の方が不利益を被るような仕組みにはなっているものの、「違反運転者」であったとしても、違反の内容次第では、更新の際にゴールド免許の条件を満たせる者がいる。
ゴールド免許の時期に
1. 「ゴールド免許の取得日から36か月以内に3点以下の軽微な違反2回以上かつ累積の違反点数が6点未満に止まり、37か月目以降から無違反であった場合」
2. 「ゴールド免許更新日から見て24か月以内に3点以下の軽微な違反2回以上かつ累積の違反点数が6点未満の場合」
3. 「ゴールド免許の取得日から36か月以内に3点以下の軽微な違反1回を発生させ、更新日から見て24か月以内に同等の違反行為1回を発生させた場合」

全ての事例は法律上では「違反運転者」として同等に扱われ、有効期間3年間のブルー免許へ更新されるが、ブルー免許での更新の際、ケース次第で判断内容が異なることとなる。
1は日数上、ゴールド免許の要件である「過去5年間の無事故無違反」を更新時に達成することとなるため、理論上ゴールド免許でない期間が3年で済むこととなる。 また、2は更新日の時点では「一般運転者」の要件に該当しないため、再び「違反運転者」として扱われるが、その2回目の「違反運転者」としての更新時から見て「過去5年間の無事故無違反」の条件を満たしていれば、理論上ゴールド免許を再取得できるため、期間としては6年で済むこととなる。
ところが、3はブルー免許の期間を無事故無違反で過ごしていたとしても、更新する際、2回目の違反の影響で次の更新内容は「一般運転者」に区分されることとなる。その結果、ゴールド免許でない期間が8年継続してしまい、最後の3年間はゴールド免許の要件を満たしていながら、その恩恵を受けられない期間（「金メッキ」とは逆の状態）となる。
また、ゴールド免許から「一般運転者」（有効期間5年間のブルー免許）に切り替わった場合、ゴールド免許でない期間は5年で済むため、2および3よりは早くゴールド免許へ復帰できるものの、理論上その間に「過去5年間の無事故無違反」を満たせるため、その恩恵を受けられない期間が最大4年、最小1年間発生する。その結果、個人として無事故無違反の期間が5年以上経過しているにもかかわらず、ゴールド免許の恩恵を受けられないブルー免許の保持者が存在することとなり、該当者は更新時までゴールド免許を保持できないという不利益を被ることとなる。
そのため、違反行為を意図的に複数行うなどの道徳的観点の問題や自身経歴に傷がつくという点での不利益、違反時に支払う罰金や免許証更新時の費用を考慮しなければ、理論上1の「違反運転者」の対象者が強引ではあるが最も早くゴールド免許を再取得することが可能という問題が生じることとなる。そのうえ、「一般運転者」の場合、有効期間5年間という点では更新回数が少ないという利益は得られるが、ゴールド免許で得られるであろう（自動車保険任意保険のゴールド免許割引の有無を筆頭にした）金銭的利益については「違反運転者」のほうが「一般運転者」を上回る可能性がある。そこで、自動車保険料の割引等と免許証更新に伴う追加費用を検討した上で、新たな種別の免許を取得し、ゴールド免許を早期復活する選択肢が出てくる。その場合、結果的に免許の更新がその時行われる形となるため、取得日から見て過去5年間無違反を達成していた場合、ゴールド免許が交付される結果となる。
さらに制度の歪みとして、ゴールド免許になるかどうかを判定する期間が免許更新年の誕生日40日前であるということから、この40日間を含めて免許更新日までの期間に違反行為があった場合でも、交付されるのはゴールド免許となってしまう。こうして免許証更新直近に違反があったにもかかわらず交付されてしまうゴールド免許は、違反歴を参照する期間と免許更新日の時差が生んだ「金メッキ」状態と言える。ただしこの状態は、運転経歴の照会により違反歴を把握することは可能である。このため、バス事業者などの運輸業界や自動車運転従事の職業を中心に、就業の際に運転免許証の色の検討の他にも、SDカードの提出が求められることも少なくない。
また、運転頻度が低いが自動車を所有している者の自動車保険任意保険が、ゴールド免許保持者について割り引かれるのは、運転の安全性と並んで運転の頻度を反映しているからでもあり、一定の保険契約期間内に事故に遭う確率を考えれば、一定の合理性は存在している。一方で自動車保険任意保険を契約する際、あくまで免許証の色の区分で判別するため、近年は走行距離や事故歴などに応じて割引する型式もあるものの、運転頻度で判断するわけではない。そのため、同居人や身内という前提条件はあるものの、前述の「違反運転者」や「一般運転者」であったとしても、ゴールド免許を保有するペーパードライバーに契約させてゴールド免許での利益を得るという裏技もある。
免許更新時に参照される違反歴は、行政処分としての違反の点数を記録したものである。そのため、その違反に対して反則金を納付せずに刑事裁判となり、判決が未確定であったとしても、行政処分としての違反歴は記録されている。この場合、免許更新時点では優良運転者とはならず、ゴールド免許は交付されない。係争中の刑事裁判の判決が違反の事実を覆す場合に限って、事後的にゴールド免許が交付されるにすぎない。

### 補足
普通自動車第一種運転免許の取得後、1年を経過しない運転者は、初心運転者標識（若葉マーク）を付けなければならないが、原付、二輪等、他の免許を取得して、ゴールド免許対象となる5年間無事故無違反の者は、新たに普通自動車免許を取っても、そのままのゴールド免許である。
しかし、普通自動車を運転する場合、1年間は若葉マークを付けて運転しなくてはならない点に変化はないので、二輪や原付や小型特殊を取得後5年経って普通自動車免許などを取得した場合、ゴールド免許の初心者というケースもあり得る。

## ゴールド免許と訴えの利益
免許の更新の際にゴールド免許以外の免許証（特に更新期間が5年で、ゴールド免許と同じであるブルー免許）の交付を受けた者が、違反の事実はなく、ゴールド免許が交付されるべきだと主張して、ゴールド免許以外の免許証の交付について、公安委員会に対し不服申立てをしたり、裁判所に取消訴訟を提起できるか（不服申立ての利益、訴えの利益があるか）という問題がある。
この問題について、2009年（平成21年）2月27日の最高裁判決は、取消訴訟の訴えの利益を認めた（公安委員会に対する不服申立ても同様に考えられる）。理由として、更新時講習や経由地申請に関する差異は手続的なものにすぎないとしつつ、ゴールド免許制度は、優良運転者の実績を賞揚し、優良な運転へと免許証保有者を誘導して、交通事故の防止を図る目的で優良運転者であることを免許証に記載するとともに、更新手続上の優遇措置を講じるものであり、道路交通法は優良運転者たる地位を法律上の地位として保護する立法政策を特に採用したものであるとする。